# فردی فاکس (بازیگر)
فردی فاکس (به انگلیسی: Freddie Fox) (زاده ۵ آوریل ۱۹۸۹)بازیگر انگلیسی است.
از فیلم‌های معروف او می‌توان به بازی در فیلم‌های سه تفنگدار، غرور، غرور و تعصب و زامبی‌ها و باشگاه شورش اشاره کرد.